# (5755) 1992 OP7
(5755) 1992 OP7 es un asteroide perteneciente al cinturón de asteroides descubierto el 20 de julio de 1992 por Henri Debehogne y el también astrónomo Ángel López Jiménez desde el Observatorio de La Silla, Chile.

## Designación y nombre
Designado provisionalmente como 1992 OP7.

## Características orbitales
1992 OP7 está situado a una distancia media del Sol de 3,020 ua, pudiendo alejarse hasta 3,356 ua y acercarse hasta 2,683 ua. Su excentricidad es 0,111 y la inclinación orbital 9,264 grados. Emplea 1917,11 días en completar una órbita alrededor del Sol.

## Características físicas
La magnitud absoluta de 1992 OP7 es 11,7. Tiene 15,247 km de diámetro y su albedo se estima en 0,191. 